# South African Open (теніс) 1977
South African Open 1977, також відомий за назвою спонсора як SAB Open,  - чоловічий і жіночий тенісний турнір, що проходив на відкритих кортах з твердим покриттям у Йоганнесбургу (ПАР). Чоловічі змагання належали до серії Colgate-Palmolive Grand Prix 1977, жіночі - Colgate International Series 1977–1978. Відбувсь усімдесятчетверте і тривав з 28 листопада до 6 грудня 1977 року. Гільєрмо Вілас і Лінкі Бошофф здобули титул в одиночному розряді.

## Фінальна частина

### Одиночний розряд, чоловіки
Гільєрмо Вілас —  Buster Mottram 7–6, 6–3, 6–4

### Одиночний розряд, жінки
Лінкі Бошофф —  Брігітт Куйперс 6–1, 6–4

### Парний розряд, чоловіки
Bob Lutz /  Стен Сміт —  Пітер Флемінг /  Реймонд Мур 6–3, 7–5, 6–7, 7–6

### Парний розряд, жінки
Ілана Клосс /  Лінкі Бошофф —  Брігітт Куйперс /  Маріс Крюгер 5–7, 6–3, 6–3 

### Змішаний парний розряд
Лінкі Бошофф /  Колін Даудесвелл —  Ілана Клосс /  Шервуд Стюарт 6–4, 4–6. 7–5